# Alabama (U-Boot)
Die USS Alabama (SSBN-731) ist ein Atom-U-Boot der United States Navy und gehört der Ohio-Klasse an. Als Ship Submersible Ballistic Nuclear führt sie 24 Interkontinentalraketen mit.

## Geschichte
Die Alabama wurde 1980 bei Electric Boat auf Kiel gelegt und dort 1984 von Stapel gelassen. Ein Jahr später wurde das Boot in Dienst bei der United States Navy gestellt.
Das Schiff fährt im Pazifik Patrouillen zur nuklearen Abschreckung, darunter auch die 100. Patrouille eines Trident-Bootes 1988. Im selben Jahr führte die Alabama erfolgreich einen Testabschuss einer Trident I C4 durch.
Nach 47 Fahrten wurde die Alabama 1999 einer intensiven Überholung unterzogen, bei der unter anderem ihr Raketensystem aufgerüstet wurde, um die neue Trident II D5 aufnehmen zu können.

## In der Fiktion
Eine Nachbildung der Alabama ist Schauplatz des Films Crimson Tide – In tiefster Gefahr von 1995.